# André Pierre-Humbert
André Pierre-Humbert, né le 2 mai 1884 à Sonvilier et mort le 22 mars 1971 à Sauges, est un écrivain suisse de langue française.

## Biographie
André Pierre-Humbert enseigne à Boudry et à La Chaux-de-Fonds, puis prend sa retraite en 1949. Parallèlement à ses activités de pédagogue, il publie plusieurs recueils de poésie, notamment "Les Béatitudes" (1925) ou "Les Mosaïques" (1918), ainsi que des textes mis en musique par Georges-Louis Pantillon : "L'Enfant prodigue" (1911), "Le Festival Léopold Robert" (1935), "Les Saisons fleuries" (1943) et "Pays neuchâtelois" (1948). Il participe aussi à la revue chaux-de-fonnières : "Les Voix",.
André Pierre-Humbert est membre de l'Académie nationale de Reims. Il reçoit, en 1963, le titre de "Prince des poètes romands". Passionné par la vigne, André Pierre-Humbert est lui-même vigneron.

## Œuvre
- André Pierre-Humbert, L’Enfant prodigue, éditions Baillod, 1911.
- André Pierre-Humbert, Les Ferveurs éditions Haefeli, 1914.
- André Pierre-Humbert, Les Mosaïques, 1918.
- André Pierre-Humbert, Les Béatitudes, éditions Haefeli, 1925.
- André Pierre-Humbert, Offrandes éditions Haefeli, 1927.
- André Pierre-Humbert, Élégies éditions Haefeli, 1929.
- André Pierre-Humbert, Lettres à Philippe Raoux (Les Îles) de Léon Bloy et Pierre Humbert, 1936.
- André Pierre-Humbert, Poèmes choisis, 1954.
- André Pierre-Humbert, Le Vignoble neuchâtelois, 1955